# Гуама
Гуама (Guamá; умер 6 июня 1533) — касик (вождь) одного из коренных племён таино, возглавивший восстание против испанского правления на Кубе в 1530-х годах. Легенда гласит, что Гуаму впервые предупредил об испанских завоевателях-конкистадорах Атуэй, другой касик таино с острова Эспаньола (Гаити), бежавший оттуда на Кубу.

## Биография
Ещё до Гуамы борьбой против испанского колониализма прославилась его жена-воительница Касигуая («Первый цветок»). В 1521 году она была плененена конкистадорами и повешена в Сантьяго-де-Куба после четырёх других индианок. Однако перед казнью Касигуая попросила священника Педро Трухильо дать ей возможность попрощаться со своей дочкой и задушила ту в объятьях, чтобы её не обратили в рабство — «ни дочь, ни жена Гуамы никогда не будут рабынями».
После смерти покорителя острова Куба, испанского губернатора Диего Веласкеса де Куэльяра в 1524 году Гуама возглавил ряд кровавых восстаний коренных народов против колонизаторов, продлившихся примерно десятилетие. Около 1529 года поднятое Гуамой на востоке Кубы восстание против испанского господства уже было в разгаре. К 1530 году у него было около пятидесяти воинов, и он продолжал набирать всё больше недовольных индейцев. 
Повстанцы в основном концентрировались в обширных лесах района Чагуа, недалеко от Баракоа в самой восточной части Кубы, но также восстание распространилось южнее и западнее в Сьерра-Маэстре. Они сожгли Баракоа, вынудив колонистов бежать и ждать подкреплений с Эспаньолы, а также захватили и разрушили Пуэрто-Принсипе (Камагуэй).
Гуама погиб в 1533 году. По одной из версий, был взят в плен и убит близ города Баракоа на холме, который ныне носит его имя. Согласно показаниям пленного индейца, взятого испанцами во время восстания, Гуама был убит во сне собственным братом Олигуамой, вонзившим ему в лоб топор. Согласно устной традиции, Олигуама убил брата из ревности, обвиняя Гуаму в том, что тот увёл его жену. По сведениям же Хосефины Оливы де Коль, кубинский герой погиб от выстрела предводителя испанцев.
Смерть Гуамы, пленение и казнь его супруги, а также убийство или рассеяние большей части его последователей колониальным отрядом из испанцев, индейцев и чернокожих по приказу испанского губернатора Мануэля де Рохаса положили конец крупным выступлениям таино в сопротивлении испанцам к 1533 году. Брисуэла из Байтикири сражался примерно до 1540 года, когда был схвачен и заключен в тюрьму.
Кубинские археологи и судебно-медицинские эксперты заявляли, что тело, найденное в кубинских горах в феврале 2003 года, действительно принадлежит легендарному вождю повстанцев Гуаме.

В честь Гуамы назван населённый пункт Гуама на полпути между городом Хагуэй-Гранде и заливом Кочинос. Здесь расположен туристический аттракцион  — индейская деревня. Антрополог Мануэль Риверо да ла Калье называл его зачинателем партизанской войны на Кубе:
«Именно он ввел единственно возможную в горах тактику борьбы против испанцев, имевших превосходство в вооружении: неожиданные атаки небольшими партизанскими группами».

## Примечание
1. ↑  "Indians in Cuba, " Cultural Survival. Дата обращения: 7 января 2024. Архивировано 19 сентября 2016 года.
2. ↑  The Columbia Electronic Encyclopedia on infoplease. Дата обращения: 7 января 2024. Архивировано 13 октября 2012 года.
3. ↑  «El Cacique Guamá,» Consejo Unitario de Trabajadores Cubanos Архивировано 17 мая 2011 года.
4. ↑  Куба | Сопротивление индейцев испанским конкистадорам | Хосефина Олива де Коль | Мир индейцев. www.indiansworld.org. Дата обращения: 7 января 2024. Архивировано 7 января 2024 года.
5. ↑  «El Cacique Guamá,» Consejo Unitario de Trabajadores Cubanos (Council of Cuban Workers) Архивировано 17 мая 2011 года.
6. ↑  Rivero de la Calle, Manuel. Las culturas aborigenes de Cuba. Ed. Universitaria, La Habana, 1966.